# Hundträning
Hundträning är processen att lära en hund goda vanor i vardagen samt att utföra beteenden som reaktion på vissa kommandon eller kroppssignaler (vanligen olika handtecken).

## Syfte
Det vanligaste syftet med hundträning är att få en hund som fungerar i ägarens vardag. Den ska vara trevlig att ha att göra med för både ägaren och omgivningen, t.ex. grannar, veterinär mm. Den ska också lära sig att vara lös utan att ställa till problem, t.ex. springa iväg från ägaren, jaga, springa ut i trafiken eller skrämma folk. 
Man kan också träna hundar till en rad olika speciella ändamål inom t.ex. polis, militär, sjöräddning, jakt, arbeta med boskap, stöd till personer med funktionsnedsättning, underhållning, hundsport och att vakta personer eller egendom.

## Allmänt
En hund kräver disciplin, konsekvens, tydlighet och tålamod av sin ägare. Rätt träning och uppfostran redan från valptiden är mycket viktig för att forma en både lycklig och lydig hund. 
Det effektivaste sättet att träna en hund är att använda godis och positiv förstärkning. Dessutom använder många tränare en klicker.
Eftersom hundar är flockdjur, har vilda hundar naturliga instinkter som gynnar samarbete med sina medhundar. Många tamhundar, antingen genom instinkt eller avel, kan tolka korrekt och reagera på signaler från en hundförare. Ofta förstår hundar vårt kroppsspråk bättre än de förstår våra ord. 
Hundar listar inte ut grundläggande lydnad på egen hand. Den svåraste delen av träningen är att kommunicera med hunden så att hunden förstår. Men den underliggande principen för all hundträning är enkel: Belöna önskat beteende, och ignorera eller korrigera oönskat beteende.

## Belöning
Syftet med belöning är att förstärka ett visst önskvärt beteende. Denna process kallas positiv förstärkning. Dessutom skapar belöning positiva känslor hos hunden och förstärker relationen till tränaren. För att hunden ska lära sig så måste den förstå vilket beteende som leder till belöning. Man kan använda beröm, men effektivare är att använda en klicker. Hunden måste också finna belöningen attraktiv för att bli tillräckligt motiverad för att lära sig snabbt. Gott godis är den vanligaste belöningen, eftersom det brukar vara både attraktivt för hunden och lätt att använda för tränaren. Men belöning kan också vara boll eller annan leksak, att få social kontakt och uppmärksamhet, att få lov till en rolig aktivitet med mera. Medan hunden lär sig belönar man varje gång hunden gör rätt. När beteendet är etablerat så belönar man bara då och då för att upprätthålla hundens motivation. 

## Ignorering och korrigering
Ignorering och korrigering är två olika sätt som båda syftar till att minska förekomsten av ett oönskat beteende. 
Metoden ignorering är som effektivast när tränaren eller andra människor är källan till hundens felbeteende. Ofta förstärker vi människor beteenden hos hunden som vi egentligen inte vill ha, till exempel genom att klappa hunden som hoppar när den hälsar eller genom att ge positiv uppmärksamhet på andra sätt när hunden gör fel. Hunden kan också uppleva tränaren eller en annan människa som frustrerad eller hotfull och reagera på det. Genom ignorering kan man i dessa lägen lugna en hund, men metoden kräver tålamod och uthållighet. 
Korrigering är detsamma som bestraffning. Det finns två sorters korrigeringar. Det traditionellt vanligaste är att man påför ett obehag, till exempel säger NEJ och/eller ger ett koppelryck eller annan fysisk påverkan exakt när det oönskade beteendet sker.  Vid den andra sortens korrigering så tar man i stället bort något trevligt. Man lägger till exempel undan godiset och lämnar hunden en stund. Eller man stänger dörren och lägger undan kopplet om hunden är alltför ivrig när den ska gå ut på promenad. En riktig korrigering bör utföras så att sannolikheten för ett mer önskvärt beteende ökar, vilket sedan belönas. 
Det finns en hel del väldokumenterade risker med korrigeringar, särskilt den första sorten som tillför obehag. Vanliga allvarliga bieffekter är bland annat aggression, rädsla och inlärd hjälplöshet. Du kan inte styra vad hunden faktiskt lär sig av korrigeringen, och det kan leda till en mängd olika problem. Som till exempel en hund som korrigerats när den morrat, och numera morrar den inte utan går direkt till att bita.
Det är dessutom oftast mindre effektivt än träning med positiv förstärkning som bygger på att göra det lätt för hunden att lyckas, och att använda både korrigeringar och belöningar leder ofta till sämre resultat än att använda bara belöningar.

## Valpens träning
Hundträningen börjar i princip redan när valpen kommer till sitt nya hem. När valpen är mellan 2 och 4 månader lär den sig var den ska sova, att den ska göra sina behov utomhus och att vara försiktig med sina vassa tänder under lek. Den ska lära känna sin familj, andra människor, andra hundar samt ägarens ev övriga husdjur - så kallad socialisering. Den ska också vänja sig vid trappor, olika ljud och företeelser i närmiljön, åka bil mm - så kallad miljöträning. Valpen ska också lära sig att vara ensam helt korta stunder och vänja sig vid att gå i koppel.

## Unghundens träning
Träning av lydnadsmoment och kommandon kan börja under lättsamma former redan med valpen, och fortsätter när valpen blir unghund vid ca 5-6 månaders ålder, och vidare genom könsmognadsfasen. Vid traditionell hundträning brukar man lära hunden kommandon för följande beteenden: 
- Lystra eller ta kontakt
- Sitta
- Ligga
- Stå
- Stanna kvar
- Komma
- Gå vid sidan ("Gå fot")
- Släppa något
- Låta bli något, eller avbryta sig

Dessutom bör unghunden tränas i att:
- vara lugn vid undersökning och vård
- inte dra i kopplet
- kunna passera andra hundar utan att hälsa
- inte hoppa på folk
- inte bry sig om vilt (gäller sällskapshundar)
- inte bry sig om, alternativt akta sig för, bilar/trafik
- kunna leka med sin ägare på ett bra sätt
- vara passiv längre stunder i olika miljöer som ägaren ofta vistas i

I unghundsträning kan också ingå till exempel: 
- grunder i att spåra
- hälsa på andra hundar på ett bra sätt
- grunder i föremålsintresse
- grunder i apportering
- grunder i klickerträning
- rädsleövervinning

Dessutom fortsätter träningen från valptiden, t.ex. att kunna vara ensam upp till flera timmar och bli van vid alla möjliga företeelser som ofta förekommer i den mänskliga tillvaron.

## Valp- och lydnadskurser
Kursledare och instruktörer lär hundens ägare att träna sin hund. För att de skall vara effektiva måste ägaren hemma i vardagen fortsätta att använda och förstärka de tekniker som lärs ut på kursen. Ägare och hund som går en lydnadskurs tillsammans får möjlighet att lära sig mer om varandra och hur man kan arbeta tillsammans under en tränares vägledning. Om hunden tränas av flera personer bör dessa i möjligaste mån lära sig att använda samma kommandon och kroppsspråk i träningen. Valp- och lydnadskurser kan också främja hundens sociala utveckling om den får träna att hälsa på de hundar och människor som deltar på kursen. Lydnadskurser erbjuds av brukshundsklubbar, andra hundklubbar samt hundtränare i privat regi.
Innan valpen kan börja på valpkurs bör den ha hunnit få sina vaccinationer, det vill säga normalt sett vara minst 12 veckor gammal. Unghundskurs eller grundläggande lydnadskurs är lämpligt att gå från när hunden är cirka fem månader gammal och framåt. 
Hunden kan också tränas via enskilda träffar mellan hundtränaren och dess ägare/förare.